# Lola Beccaria
Lola Beccaria (Ferrol, La Coruña, 1963) es una escritora y filóloga española.
Es doctora en Filología Hispánica por la Universidad Complutense, y se ha formado en  terapia Gestalt  por el Centro de Terapia y Psicología de Madrid.

## Trayectoria
Además de diversos relatos, artículos de prensa y de investigación, ha publicado siete novelas: La debutante (1996), La luna en Jorge (finalista del Premio Nadal 2001), Una mujer desnuda (Anagrama, 2004), Mariposas en la nieve (Anagrama, 2006), El arte de perder (Planeta. Premio Azorín 2009), Zero (Planeta, 2011. Finalista del Premio "Hache" de novela juvenil. 2013) y Mientras no digas te quiero (Planeta, 2014).
Con excelente acogida por parte del público y la crítica, Una mujer desnuda ha sido traducida al francés, portugués, italiano, rumano, etc.
Los derechos de Mientras no digas te quiero han sido adquiridos por la editorial italiana Feltrinelli (Roma, 2014), que editó la novela con el título Basta non dire ti amo (Roma, 2014) y en edición de bolsillo en junio de 2018.
En el ámbito del cine, es autora, con La Fura dels Baus y Fernando León de Aranoa, del argumento de la película Fausto 5.0 (VII Premio Méliès de Oro a la mejor película europea de cine fantástico). Así mismo, también realiza guiones para largometrajes de animación (La Tropa de Trapo en el País Donde Siempre Brilla el Sol, estrenada en octubre de 2010, Abano Produccións S.L., Anera Films y Continental Producciones. Premio Gaudí 2010 a la Mejor Película de Animación. Nominada a los premios Goya 2010 a la Mejor Película de Animación. || La Tropa de Trapo en la Selva del Arcoiris. Abano Produccións S.L., Anera Films y Continental Producciones. Nominada a los premios Goya 2014 a la Mejor Película de Animación. Nominada, en el Festival de Málaga 2014, a Mejor largometraje de animación.
En el ámbito de la televisión, ha sido guionista-argumentista de la cuarta temporada completa de la serie televisiva El faro, producida por Zénit Televisión S.A.
En el ámbito del teatro, ha realizado el asesoramiento dramatúrgico para el montaje de La pequeña cerillera (Narración musical inspirada en el cuento de Andersen. Idea y puesta en escena de Rita Cosentino. Estrenada en febrero de 2014 en el Teatro Real de Madrid. Programa pedagógico 1013/2014).
En la actualidad, dirige también el taller "Soltando lastre (Escritura y emociones)", una original fórmula de indagación personal a través de la escritura, fusionando la experiencia literaria con su formación en Terapia Gestalt y coaching.
«Creativa, independiente y original, firme defensora de un talante comprometido con un ideal de coherencia poco dispuesto a plegarse a convencionalismos» (Pilar Castro, El Mundo).
«Beccaria posee una escritura convincente y sugestiva capaz de lidiar fácilmente con los asuntos sentimentales y sexuales de los humanos y tiene un don especial para gustar»(Lluís Satorras, "Babelia", El País).
«Demuestra ser una de las más importantes narradoras hispanas... Porque manejando un lenguaje personal y preciso, indaga en un tema crucial en la posmodernidad: la construcción del yo femenino» (Joaquín Arnáiz, "Caballo verde", La Razón).

## Obras publicadas

### Novelas
- La debutante (1996, Alba)
- La Luna en Jorge (2001, Destino)
- Una mujer desnuda (2004, Anagrama)
- Mariposas en la nieve (2006, Anagrama)
- Frankenstein (2008, 451 Editores)[1]
- El arte de perder (2009, Planeta) Premio Azorín
- Zero (2011, Planeta)
- Mientras no digas te quiero (2014, Planeta)

### Cuento
- "Déjate hacer", en Lo que los hombres no saben... el sexo contado por las mujeres (2009, Martínez Roca)

## Premios
- Premio Azorín de novela (2009) con El arte de perder
- Finalista Premio Nadal de novela (2001) con La luna en Jorge